# Lalao Ravaonirina
Lalao Robine Ravaoniriana, née le 8 novembre 1963, est une athlète malgache. 

## Biographie
Elle remporte la médaille de bronze du 100 mètres lors des championnats d'Afrique 1988 à Annaba, puis la médaille de bronze du 200 mètres lors des championnats d'Afrique 1989 à Lagos. Elle est également médaillée de bronze du relais 4 × 100 mètres aux Jeux africains de 1991 au Caire et aux championnats d'Afrique 1992 à Maurice. Elle est médaillée d'argent du 4 x 100 mètres aux championnats d'Afrique 1993 à Durban et aux championnats d'Afrique 1998 à Dakar.
Aux Jeux de la Francophonie, elle est médaillée d'argent du 200 mètres en 1989 et médaillée de bronze du 100 mètres en 1989, 1994 et 1997.
Elle remporte la médaille d'or du 200 mètres aux Jeux des îles de l'océan Indien en 1985, 1990 et 1993.
Elle est sacrée championne de Madagascar du 100 mètres et du 200 mètres en 1987 et 1989.